# Robert Schuman
Robert Schuman (Clausen, Luksemburg, 29. lipnja 1886. – Chazelles kraj Metza, Francuska, 4. rujna 1963.), bio je pravnik i francuski državnik, slovi za jednog od glavnih osnivača ujedinjene Europe.
Potaknut proživljenim iskustvom dvaju ratova, posvetio se pomirbi između Francuske i Njemačke te izgradnji mirne, ujedinjene i prosperitetne Europe. Kao ministar vanjskih poslova Francuske izložio je 9. svibnja 1950. godine prijedlog novog uređenja Europe temeljenog na gospodarskoj solidarnosti. Datum izlaganja  Schumanove deklaracije smatra se danom rođenja Europske unije.  Robert Schuman kasnije je postao i prvi predsjednik Europskog parlamenta. 

## Mladost
Robert Schuman rođen je u Clausenu, četvrti glavnog grada Luksemburga. Njegova rodna kuća nalazi se u neposrednoj blizini četvrti u kojoj je danas smješteno više institucija  Europske unije  (među kojima i Sud Europske unije). Rođenjem je stekao njemačko državljanstvo jer je njegov otac, rođeni Francuz (i veteran francuske vojske iz rata 1870. – 1871.), postao njemački građanin nakon što je Njemačko Carstvo 1871. godine pripojilo Moselle. Njegov materinski jezik bio je luksemburški, a u školi u Luksemburgu naučio je njemački, a zatim i francuski jezik. Nakon što je u  Metzu položio njemačku državnu maturu, završio je studij prava u Njemačkoj, a zatim otvorio odvjetnički ured u Metzu. 
Premda je 1914. unovačen u njemačku vojsku, zbog zdravstvenih razloga nije bio dodijeljen borbenim jedinicama.

## Politička karijera u Francuskoj
Nakon što je Moselle 1918. godine vraćen Francuskoj Republici, Robert Schuman postao je francuski državljanin. Zahvaljujući poznavanju francuskog i svojim pravničkim sposobnostima započeo je političku karijeru u Parlamentu te je bio zastupnik Mosellea od 1919. do 1940. godine.
Zbog izbijanja  Drugoga svjetskoga rata 1940. je godine nekoliko mjeseci bio poddržavni tajnik za izbjeglice. Nakon što ga je Gestapo uhitio 1940. godine, 1942. godine je pobjegao i počeo se skrivati što je trajalo do oslobođenja Francuske. 
Nakon proglašenja IV. Francuske Republike 1946. godine svoju političku karijeru nastavio je u Narodnom republikanskom pokretu (demokratsko-kršćanskoj stranci centra). Također, došao je na visoko odgovorne položaje u izvršnoj vlasti, najprije kao ministar financija (1946. – 1947.), a zatim kao predsjednik vlade (1947. – 1948.), na kojima se s hrabrošću suočio s teškom situacijom koju je između ostalog obilježio i veliki broj generalnih štrajkova.
Kao ministar vanjskih poslova od 1948. do 1953. godine u više vlada odigrao je vodeću ulogu u pregovorima oko ugovora o osnivanju  Vijeća Europe (1949.), Organizacije sjeveroatlantskog ugovora (1949.) i Europske zajednice za ugljen i čelik (1951.). Kasnije je obnašao funkciju ministra pravosuđa (1955. – 1956.).

## Pokretač europske izgradnje
U kontekstu obnove Europe, tada razorene ratom i trajno podijeljene,  Robert Schuman bio je uvjeren da se ne smije ponoviti pogreška iz Ugovora iz Versaillesa: „izoliranost Njemačke… zatočene u sustavu ograničenja i zabrana… pogoršala je nezaposlenost i time pogodovala nastanku najzanesenijeg i najopasnijeg nacionalizma u našoj modernoj povijesti.“ Za održavanje miroljubivih odnosa između nekadašnjih neprijatelja i obnovu njihovih gospodarstava nužna je, dakle, nova institucionalna struktura – gospodarskog karaktera, ali s političkom svrhom. Cilj je postići „jaču koheziju, uzajamni nadzor omogućen kroz izravnu i stalnu suradnju te ispreplitanje interesa i inicijativa.“
Njegov prijatelj Jean Monnet, također pobornik ove vizije, osmislio je projekt objedinjavanja francuske i njemačke proizvodnje ugljena i čelika te stavljanja ove strateške industrije pod nadležnost supranacionalne institucije. Robert Schuman, kao ministar vanjskih poslova, preuzeo je političku odgovornost za ovu incijativu iznoseći povijesnu deklaraciju pred francuskim i međunarodnim predstavnicima tiska 9. svibnja 1950. godine u francuskom Ministarstvu vanjskih poslova:
“Europa se neće stvoriti odjednom ili prema jednom jedinstvenom planu. Izgradit će se putem konkretnih postignuća koja će prvo stvoriti solidarnost de facto. Ujedinjavanje nacija Europe zahtijeva uklanjanje prastarog neprijateljstva između Francuske i Njemačke… Imajući u vidu taj cilj, francuska vlada… predlaže da francusko-njemačka proizvodnja ugljena i čelika, kao jedna cjelina, bude stavljena pod zajedničku nadležnost Visokog povjerenstva, u sklopu jedne organizacije koja je otvorena za sudjelovanje i drugih zemalja Europe. Objedinjavanje proizvodnje ugljena i čelika odmah bi trebalo osigurati uspostavu zajedničkih temelja gospodarskog razvitka, kao prvog koraka k federaciji Europe… Tako uspostavljena solidarnost u proizvodnji dovest će do toga da svaki rat između Francuske i Njemačke postane ne samo nezamisliv, nego i materijalno nemoguć... Na taj će se način, jednostavno i brzo, ostvariti ona fuzija interesa koja je nužna za uspostavu jedinstvenog gospodarskog sustava; to može biti poticaj iz kojeg će izrasti šire i dublje zajedništvo među zemljama koje su dugo bile međusobno suprotstavljene kroz krvave podjele.”
Ova neočekivana inicijativa, koju se smatralo revolucionarnom, izazvala je pomiješane reakcije. Odobrili su je njemački kancelar Konrad Adenauer, kao i vlade Belgije, Italije, Luksemburga i Nizozemske. Ovih je šest država 1951. godine u  Parizu potpisalo ugovor o osnivanju Europske zajednice za ugljen i čelik, sa zajedničkim institucijama, koja je bila prvi korak prema današnjoj Europskoj uniji. U čast deklaracije iz 1950. godine 9. svibnja se (od 1985. godine) obilježava kao Dan Europe te je jedan od simbola Europske unije, uz krilaticu, barjak i himnu.
Istodobno se Robert Schuman počeo zalagati da zemlje Europske zajednice za ugljen i čelik i Ujedinjena Kraljevina ojačaju suradnju na području obrane kako bi se zajednički mogli suočiti sa sovjetskom prijetnjom te istodobno nadzirati naoružanje. Stoga je podržao napore za osnivanjem europske sigurnosne organizacije koja je nastala 1954. godine uspostavljanjem Zapadnoeuropske unije, povezane s NATO-om. 
Kao predsjednik međunarodne udruge Europski pokret od 1955. do 1961. godine podupirao je daljnju europsku izgradnju koja je 1957. godine dovela do Rimskih ugovora o osnivanju Europske ekonomske zajednice i Europske parlamentarne skupštine čijim je predsjednikom izabran 1958. godine. 
Pomirenje i dobri odnosi između Francuske i Njemačke kojima je Robert Schuman mnogo pridonio zapečaćeni su u siječnju 1963. godine, samo nekoliko mjeseci prije njegove smrti, ugovorom o francusko-njemačkoj suradnji koji su potpisali francuski predsjednik Charles de Gaulle i njemački kancelar Konrad Adenauer. 

## Čovjek od vjere i uvjerenja
Tijekom studija prava Robert Schuman uključio se u savez njemačkih katoličkih studentskih udruga. Neko je vrijeme razmišljao o svećenstvu. 1913. godine bio je zadužen za organizaciju velikog njemačkog katoličkog laičkog okupljanja Katholikentag.
Bio je i član francuske udruge Conférence Olivaint, posvećene političkom promišljanju i izobrazbi za javni život koju su osnovali isusovci. U razdoblju nakon Prvoga svjetskoga rata svojim je radom pridonio da ona postane mjesto susreta političara različitih mišljenja i vjera, u duhu pacifizma i internacionalizma. 
Robert Schuman, kao i drugi „očevi-osnivači Europe“ poput Nijemca Konrada Adenauera i Talijana Alcidea de Gasperija, bio je zagovornik europske kršćanske demokracije koja važnost pridaje temeljnim slobodama, ljudskim pravima i dostojanstvu, socijalnoj pravdi, vladavini prava, odbacivanju nacionalizma i autoritarizma. U svojem je djelu Za Europu izrazio svoje poštovanje prema francuskom katoličkom filozofu Jacquesu Maritainu, jednom od autora Opće deklaracije o ljudskim pravima iz 1948. godine.
Bio je nenametljiva osoba i vodio je jednostavan i skroman život.
Katolička crkva je 1991. godine pokrenula proces beatifikacije Roberta Schumana.
Papa Franjo 19. lipnja 2021. tjekom audijencije u kojoj je primio prefekta Kongregacije za kauze svetaca kardinala Marcella Semerara, dao je odobrenje Kongregaciji da proglasi dekrete o jednom čudu i mučeništvu te herojskim krepostima više sluga i službenica Božjih. Jednim od odobrenih dekreta priznate su herojske kreposti sluzi Božjem Robertu Schumanu, što je prvi korak prema njegovu proglašenju blaženim.

## Djela
- French policy towards Germany since the war, Oxford University Press, London, 1954.
- Pour l'Europe, Nagel, Pariz, 1963. (2. izd. ?; 3. izd ?; 4. izd. 2005.;[5] 5. izd. 2010.;[6]) (izd. na njem. jeziku, Für Europa, Nagel Verlag, Hamburg, 1963., 2. izd. 2010.; izd. na hrv. jeziku, Za Europu, prijevod: Jagoda Lukavac, Zagreb, 2000.;[7] izd. na polj. jeziku Dla Europy, Znak, Krakov, 2003., 2. izd. 2009.; izd. na engl. jeziku For Europe, Nagel, Ženeva, 2010.;)

## Vanjske poveznice
- Deklaracija od 9. svibnja 1950. godine
- Osnivači Europske unije na službenim stranicama EU  Arhivirana inačica izvorne stranice od 24. veljače 2014. (Wayback Machine)
- (engl.) Robert Schumann na službenim stranicama EU
- (fr.) Videosnimka Schumanove deklaracije
- (fr.), (engl.) Dokumentarni film Zaklade Robert Schuman
- (fr.), (engl.), (njem.) Europski centar Robert Schuman
- (fr.), (engl.), (njem.), (šp.), (polj.) Zaklada Robert Schuman  Arhivirana inačica izvorne stranice od 19. veljače 2011. (Wayback Machine)